# 埃勒河
埃勒河（法語：Elle，法語：[ɛl] ⓘ）是法国诺曼底大区的河流，是维尔河的左支流，长31.8千米。